# 아산 세심사 신중도
아산 세심사 신중도(牙山 洗心寺 神衆圖)는 대한민국 충청남도 아산시, 세심사에 있는 조선시대의 불화이다. 2007년 10월 30일 충청남도의 유형문화재 제192호로 지정되었다.

## 개요
세심사 신중도는 1794년 勝初, 元正, 普心, 品寬, 大云 등이 그린 것으로서, 상단에는 제석, 하단에는 위태천을 중심으로 제석천룡탱의 도상을 취하면서도 상단의 제석천과 권속들을 더욱 비중있게 그려서 마치 단독의 제석도와 천룡탱을 조합한 듯한 특징적인 구성을 보여준다. 화기가 확실하게 남아 있어 조성시기와 조성화원을 분명하게 알 수 있으며, 비록 규모는 작지만 18세기 말기 충청지역 화풍을 비교적 잘 보여주는 작품 가운데 하나로서 가치가 크다.

## 현지 안내문
1794년 미륵사 백련정사의 신중도로 조성하여 봉안되었던 것을 현재 아산 세심사에 소장되어 있다. 세로 117cm, 가로 87cm의 작은 화폭에 그려져 있는데, 색채의 박락과 훼손이 거의 없어 보존 상태가 좋은 편이다. 화기를 통해 건륭오십구년 갑인년 시월이십일 상단탱과 함께 조성되었으며, 조성화원은 승초, 원정, 보심, 품관 대운임을 알 수 있다.
그림의 구성은 회연을 2단으로 나누어 상단에는 세석전, 일월천자 주악천인 및 동자를 배치하고 하단에는 위태천을 위시한 천룡팔부를 배치하였다. 상단 중앙에 큼직하게 표현된 제석천은 보관을 쓰고 합장하고 신체를 거의 드러낸 채 정면을 향하였는데, 뒤에는 그림이 그려진 5곡병이 둘러져 있다. 제석천의 주위에는 일천자와 월천자가 홀을 들고 시립하였으며, 그 옆으로 주악천이 생동감있게 표현되었으며 주악동자와 공양동자상이 각각 3구씩 묘사되었다. 상단과 하단은 구름으로 구분하였는데, 하단의 중앙에는 위태천이 상반신만을 드러낸 채 합장을 하고 정면을 향해 서 있다. 옆으로는 용왕을 비롯한 4인의 천룡팔우가 무기를 들고 후원하고 있다.
일반적으로 제석천룡도 형식의 신중도에서는 상단의 제석도 부분과 하단의 천룡팔부 부분을 동일한 비중으로 다루고 있는데 비하여, 이 그림에서는 상단의 제석과 권속들을 훨씬 비중있게 그리고 있어 제석천과 천룡 위주의 신중도로서는 그리 흔하지 않은 도상이어 자료적 가치가 높다.

## 참고 자료
- 아산 세심사 신중도 - 국가유산청 국가유산포털